# Vajont
Vajont – miejscowość i gmina we Włoszech, w regionie Friuli-Wenecja Julijska, w prowincji Pordenone.
Według danych na rok 2004 gminę zamieszkuje 1349 osób.